# Красивый честный эмигрант в Австралии хотел бы жениться на не состоявшей в браке соотечественнице
«Красивый честный эмигрант в Австралии хотел бы жениться на не состоявшей в браке соотечественнице» (итал. Bello, onesto, emigrato Australia sposerebbe compaesana illibata) — итальянская кинокомедия 1971 года режиссёра Луиджи Дзампа.
Премия «Давид ди Донателло» за лучшую женскую роль (Клаудия Кардинале).

## Сюжет
Итальянские эмигранты в Австралии, которые, накопив немного денег, наконец решили пожениться, пишут письма итальянкам, которые в их воображении имеют много достоинств в сравнении с австралийками. Застенчивый электромонтер Амедео (Альберто Сорди) живет и работает в пустынных районах Австралии. Он тоже хочет жениться и посылает в Италию письма с фотографией, на которой он, с двумя друзьями, поймал удава. Однако красивые претендентки выбирают на фото его приятеля с усами — Джузеппе (Риккардо Гарроне), который красивее Амедео. Сам Джузеппе жениться не хочет и советует Амедео, чтобы тот соблазнил будущую невесту, написав в письме, что симпатичный усатый мужчина на фотографии как раз и есть он — Амедео. Что будет, когда соблазненная претендентка Кармела (Клаудия Кардинале) прилетит в Австралию и обман раскроется?